# Tel al-Hawa
Tel al-Hawa (en arabe : تل الهوا, littéralement en français : colline du vent) est un quartier situé dans la partie sud de la ville de Gaza. Fondé par l'Autorité palestinienne à la fin des années 1990, Tel al-Hawa est l'un des quartiers les plus aisés de la ville. Il abrite l'université islamique de Gaza, l'hôpital al-Quds et le ministère de l'Intérieur de l'Autorité palestinienne (en).
Tel al-Hawa était auparavant le siège du Service de sécurité préventive, jusqu'à ce que le Hamas prenne le contrôle de la bande de Gaza, en 2007, et le transforme en poste de police. Après avoir pris le quartier, les miliciens du Hamas l'ont rebaptisé « Tel al-Islam ». 